# Chana Kryształ-Fryszdorf
Chana Kryształ-Fryszdorf, ps. Hanka (jid. ‏חנה קרישטאַל־פֿרישדאָרף‎; ur. 1920 w Warszawie, zm. 1989 w Nowym Jorku) – żydowska działaczka ruchu oporu podczas II wojny światowej, uczestniczka powstania w getcie warszawskim.

## Życiorys
Urodziła się w żydowskiej rodzinie nauczyciela, członka Bundu. Wraz z rodzicami i rodzeństwem mieszkała w kamienicy przy ulicy Gęsiej 33. Była członkiem Socjalistiszer Kinder-Farband (SKiF) i następnie Cukunftu. Przed wojną ukończyła powszechną szkołę prowadzoną przez Centralną Żydowską Organizację Szkolną oraz kurs krawiectwa prowadzony przez ORT. 
Podczas II wojny światowej wraz rodziną została przesiedlona do getta warszawskiego, gdzie pracowała w szopie Roericha przy ulicy Smoczej 8-10. Tam związała się z grupą bundowców pod przywództwem Wewła Rozowskiego. Krótko przed wybuchem powstania w getcie grupa Rozowskiego zajęła mieszkanie na ostatnim piętrze kamienicy przy ulicy Nowolipie 56, gdzie produkowano m.in. butelki zapalające. Wówczas wyszła za mąż za Gabrysia Fryszdorfa.
Po wybuchu powstania walczyła w grupie Rozowskiego na ulicach: Smoczej, Nowolipie i Nowolipki. Po otoczeniu przez Niemców jej grupy na strychu przy ul. Nowolipki 43, dzięki osłonie ze strony Gabrysia Fryszdorfa, powstańcy uciekli. 8 maja 1943 wraz z grupą około 30 bojowców została wyprowadzona kanałami z terenu getta przez Kazika Ratajzera. 10 maja wyszła z kanałów przy ulicy Prostej, skąd została wywieziona podstawioną ciężarówką do lasu w Łomiankach.
Do lipca 1944 walczyła w partyzantce w lasach wyszkowskich. Następnie wróciła do Warszawy, gdzie ukrywała się w mieszkaniu przy ulicy Rakowieckiej 24 wraz z Jankiem Bilakiem i następnie także Pniną Grynszpan i Dowem Szniperem. Po wybuchu powstania warszawskiego właścicielka mieszkania wymówiła im schronienie. Na ulicy zostali złapani przez Niemców i wraz z grupą Polaków zaprowadzeni do siedziby Gestapo w alei Szucha. Pnina i Chana wraz z innymi kobietami zostały zwolnione. We wrześniu 1944 urodziła syna Gabriela.
Po powstaniu opuściła Warszawę wraz z grupą Polaków. Została przyjęta przez polskiego chłopa, któremu powiedziała, że jest wdową po polskim żołnierzu. Po zakończeniu wojny wyjechała do Łodzi. W 1946 wyjechała przez Szwecję do Stanów Zjednoczonych, gdzie zamieszkała w Nowym Jorku. Przez ponad trzydzieści lat była sekretarką w Żydowskim Instytucie Naukowym (YIVO). 

## Upamiętnienie
- Jej nazwisko widnieje na tablicy pamiątkowej umieszczonej przy pomniku Ewakuacji Bojowników Getta Warszawskiego przy ulicy Prostej 51 w Warszawie[a].